# Куязя
Куязя (Көйәҙе) — упразднённый в 1968 году хутор Воскресенского сельсовета Мелеузовского района Республики Башкортостан Российской Федерации.  

## География
Находился возле ручья Куязя /Куяза (правый приток речки Суханыш). 

### Географическое положение
Расстояние, по данным 1952 года, до: 
- районного центра (Мелеуз): 10 км,
- центра сельсовета (Воскресенское): 10 км,
- ближайшей ж/д станции (Мелеуз): 35 км.

## История
Упразднена Указом Президиума ВС БАССР от 31.10.1968 № 6-2/180 «Об исключении некоторых населенных пунктов из учётных данных по административно-территориальному делению БАССР».

## Население
Согласно данным Всесоюзной переписи 1939 года на хуторе проживали 43 человека, из них 21 мужчина и 22 женщины; по Всесоюзной переписей 1959 года на хуторе   3 мужчины и 4 женщины, всего  7 жителей. 